# Válcový mlýn (Nové Bránice)
Válcový mlýn, též Lacinův mlýn, je bývalý vodní mlýn v Nových Bránicích (čp. 70) v okrese Brno-venkov. V letech 1786–1951 sloužil k mletí obilí na mouku všech druhů a krupici.  

## Historie
Historie mlýna sahá do roku 1786, kdy vrchnost povolila Tomáši Poláčkovi odkup pozemku za 50 zlatých (zl.) na vystavění mlýna. Za to platil vodní činže 10 zl. ve čtvrtletních lhůtách. Mlýn byl poháněn vodním kolem. Voda přitékala dřevěným korytem z rybníčku na blízkém Mlýnském potoku. 
Od Poláčka koupil mlýn Miroň Lupul, který pocházel z Černé Hory. Mlel mouku, ale byl zde i obchod. Praxe byla taková, že si kupující zboží u Lupula objednal, a ten zboží koupil v Brně a přivezl.  
Od Lupula koupil mlýn František Laciný. Jelikož se se vyučil ve Vídni pekařem, v roce 1927 požádal živnostenský úřad o schválení pekárny, pekařské dílny. Úřad, za dodržení určitých podmínek, stavební povolení schválil. Poté byl mlýn ve vlastnictví jeho syna Josefa a jeho manželky Ludmily. Dne 13. srpna 1930 od nich mlýn koupil Josefův bratr Leopold Laciný.
V červenci 1938 mlýn vyhořel, pouze strojovna zůstala požárem nedotčena. Ještě toho roku byl mlýn Leopoldem Laciným přestavěn, na což odkazuje vročení na štítu budovy. Veškerou práci ze dřeva ve mlýně zhotovil Jan Trenza z Německých Bránic (nyní Nové Bránice), dřívější zaměstnanec mlýna Prokop a synové v Pardubicích. V rámci přestavby byly také zakoupeny nové stroje včetně elektrického pohonu z pardubické firmy Prokop a synové, které jsou ve mlýně dodnes. Jako záložní pohon zůstává naftový motor značky Wikov o výkonu 10 koňských sil. Nadstavbu provedla stavitelská firma Karel Prchlík z Dolních Kounic. Peníze na stavbu i zařízení mlýna měl Leopold Laciný půjčeny ze spořitelny v Ivančicích. V březnu 1939 byla provedena kolaudace mlýna a v plné míře zahájena výroba. Obilí nakupoval ve Cvrčovicích a Malešovicích.

### Druhá světová válka
V době druhé světové války byly vydávány potravinové známky, takže bylo vše na příděl. Provoz mlýna byl i prodejny byl německými okupanty zastaven. Leopold Laciný měl ve mlýně neustále kontroly. Přesto stále podnik provozoval a po nocích pak s manželkou pálili doklady o mletí. Lidé potřebovali jíst a neměli obilí semleto na mouku, Laciný mlel i při náletech.  
Protože je pod mlýnem sklep, schovávali se v něm lidé z celé ulice před nálety a bombardováním. Mezi nimi byl i Arnošt Kališ s rodinou z domu číslo 81. Němcům nahlásil, že mlýn je během náletů v provozu, a ti rozhodli, že jako trest bude celá rodina Laciná, včetně dětí, zastřelena. Listinu o tomto rozhodnutí spálil pan Schoř z Moravských Bránic. Po válce byl Kališ odsouzen za kolaboraci s Němci na 14 let vězení. Po 8 letech byl propuštěn a odstěhoval se do Brna. 
Za náletu na jaře 1945 padla do dvora bomba, která sice nevybuchla, ale udělala díru do zdi. Při kontrole bylo statikem sděleno, že se ve sklepě nelze nadále ukrývat, proto došlo k přestěhování do sklepa k rodině Zoufalých ve Dvořisku. Před osvobozením se rodina Laciných vrátila a přebývala ve vinném sklepě naproti mlýnu, odkud sledovala sovětské tanky, jak projíždějí směrem k Trboušanům.
Po skončení války byl mlýn opět v provozu.

### Od roku 1951
V roce 1951 byl mlýn uzavřen komunistickým režimem. Na povolení předsedy JZD Kališe získal mlýn povolení k semletí obilí na šrot jako krmivo pro zvířata, k čemuž byl využíván.
Po sametové revoluci bylo uzavření mlýna zrušeno, přesto již nebyl zprovozněn.
Později byl zpřístupněn pro veřejnost.